# Mayu Ikejiri
Mayu Ikejiri (池尻 茉由, Ikejiri Mayu), née le 19 décembre 1996, est une footballeuse internationale japonaise.

## Biographie

### En club
Ikejiri commence sa carrière en 2019 avec le club du Suwon UDC WFC.

### En équipe nationale
Le 27 février 2019, elle fait ses débuts avec l'équipe nationale japonaise lors de la SheBelieves Cup 2019, contre l'équipe des États-Unis. Elle compte 6 sélections et 2 buts en équipe nationale du Japon.

## Statistiques
Le tableau ci-dessous présente les statistiques de Mayu Ikejiri en équipe nationale
| Équipe du Japon | Équipe du Japon | Équipe du Japon |
| Année           | Matchs          | Buts            |
| --------------- | --------------- | --------------- |
| 2019            | 6               | 2               |
| Total           | 6               | 2               |